# Kreskin
The Amazing Kreskin ou simplesmente Kreskin, é o nome artístico de George Joseph Kresge Jr. (Montclair, 12 de janeiro de 1935 – Caldwell, 10 de dezembro de 2024), foi um mentalista norte-americano.
Kreskin tornou-se uma figura popular nos Estados Unidos e Canadá em meados da década de 1970, quando apresentou o programa "The Amazing World of Kreskin" na CTV, uma televisão canadense com sindicação para TVs dos Estados Unidos. Entre as décadas de 1970 e 1980, apareceu 61 vezes num dos principais talk shows norte-americano, o The Tonight Show Starring Johnny Carson, apresentado por Johnny Carson. E nas décadas de 1980 e 1990, fez várias aparições no Late Night with David Letterman e no The Howard Stern Show.
Seus shows tinham quadros variados, desde paródia musical, magias e ilusionismo básicos, porém, seu ápice era um quadro mentalístico, quando o próprio Kreskin tinha que adivinhar onde estava escondido, entre a platéia ou no teatro, um envelope com o cachê (salário pago por dia) daquele apresentação. Neste quadro, ele combinava com a platéia que, caso não achasse o envelope, escondida por uma pessoa qualquer do público presente, este dinheiro seria descontado do seu contrato. Em 30 anos apresentando este quadro e até 14 de abril de 2018, ele não achou o envelope em 12 oportunidades.
Também faz previsões de finais de ano para programas de televisões, embora sempre afirmou não ter poderes paranormais ou clarividentes, e atua, regularmente, na WPIX com apresentações musicais.

## Filme
O filme The Great Buck Howard, o personagem principal, Buck Howard, é baseado na pessoa de Kreskin. O diretor do filme, Sean McGinly, por alguns anos trabalhou como gerente dos shows do "The Amazing Kreskin". Mesma função retratada no filme pelo personagem Troy Gable, interpretado por Colin Hanks.

## Morte
Kreskin morreu em sua casa em Caldwell, Nova Jérsia em 10 de dezembro de 2024, aos 89 anos.

## Ligação externa
- Site oficial - Biografia